# 舒表
舒表 （1469年—？年），字民望，又字國中，號月川，四川銅梁縣人，明朝政治人物。

## 生平
弘治十四年（1501年）辛酉科四川第四十二名舉人，十八年（1505年）乙丑科進士。授户部主事、升户部员外郎。正德十一年，担任陕西按察司佥事、整饬宁夏边务。正德十六年，担任贵州按察副使，为官吏治精明，卓有治声。

## 家族
曾祖舒志高，祖舒全，父舒道興，母高氏。
有子五人：舒葵，成都左護衛指挥佥事；舒芹，辛卯科舉人；舒菃、舒蘭，俱县学生；舒薌，早卒。女婿趙汝翼、楊春暢。孫舒九韶、舒九龄（號月山，嘉靖丙午舉人）、舒九疇、舒九渊、九經、九容、九懷、九德、九遷、九澤。